# Беста Дейлд Карла
Урвалсдейлд (на исландски: Úrvalsdeild karla), е дивизията от най-високо ниво в исландския футбол. Заради тежките зими вп Исландия първенството обикновено се играе пред пролетта и лятото (от май до септември). Ръководи се от Футболната асоциация на Исландия и е съставена от 12 отбора. От 27 април 2009 лигата е позната под името Pepsi-deildin (Пепси лига), като договора е за три години.
Топ дивизията се състои от 12 отбора. По време на сезона всеки играе срещу всеки, веднъж като домакин и гост. Накрая на сезона последните два отбора изпадат в 1. дейлд карла (Първа дивизия), а първите два отбора от това първенство се класират автоматично.
За първи път през сезон 2008 отборите стават 12, като това е опит да се направи дивизията по-силна. Така през сезон 2007 изпада един отбор, а се изкачват три.
С най-много титли е КР Рейкявик (25), Валюр са с 20, а ИА Акранес и Фрам Рейкявик са с по 18. Вечен голмайстор е Тригви Гудмундсон със 127 гола.

### Членове за сезон 2013
| Клуб             | Местоположение |
| ---------------- | -------------- |
| Брейдаблик       | Коупавогюр     |
| ФХ Хапнарфьордюр | Хапнарфьордюр  |
| Фрам Рейкявик    | Рейкявик       |
| Филкир           | Рейкявик       |
| ИА Акранес       | Акранес        |
| ИБВ Вестманаея   | Вестманаеияр   |
| Кеплавик         | Кеплавик       |
| КР Рейкявик      | Рейкявик       |
| Стяртнан         | Гардабаер      |
| Валур            | Рейкявик       |
| Викингур О.      | Олафсвик       |
| Тор              | Акюрейри       |

## История
Само 10 тима са ставали шампион на Исландия от основаването на лигата през 1912 г. Най-скоро в този списък влезе Брейдаблик, който спечели първата си титла през 2010 г. Рекордьор по титли е КР Рейкявик с 25 на брой.

### Шампиони по сезони
- 1912: КР Рейкявик
- 1913: Фрам Рейкявик
- 1914: Фрам Рейкявик
- 1915: Фрам Рейкявик
- 1916: Фрам Рейкявик
- 1917: Фрам Рейкявик
- 1918: Фрам Рейкявик
- 1919: КР Рейкявик
- 1920: Викингур (Рейкявик)
- 1921: Фрам Рейкявик
- 1922: Фрам Рейкявик
- 1923: Фрам Рейкявик
- 1924: Викингур (Рейкявик)
- 1925: Фрам Рейкявик
- 1926: КР Рейкявик
- 1927: КР Рейкявик
- 1928: КР Рейкявик
- 1929: КР Рейкявик
- 1930: Валур Рейкявик
- 1931: КР Рейкявик
- 1932: КР Рейкявик
- 1933: Валур Рейкявик
- 1934: КР Рейкявик
- 1935: Валур Рейкявик
- 1936: Валур Рейкявик
- 1937: Валур Рейкявик
- 1938: Валур Рейкявик
- 1939: Фрам Рейкявик
- 1940: Валур Рейкявик
- 1941: КР Рейкявик
- 1942: Валур Рейкявик
- 1943: Валур Рейкявик
- 1944: Валур Рейкявик
- 1945: Валур Рейкявик
- 1946: Фрам Рейкявик
- 1947: Фрам Рейкявик
- 1948: КР Рейкявик
- 1949: КР Рейкявик
- 1950: КР Рейкявик
- 1951: ИА Акранес
- 1952: КР Рейкявик
- 1953: ИА Акранес
- 1954: ИА Акранес
- 1955: КР Рейкявик
- 1956: Валур Рейкявик
- 1957: ИА Акранес
- 1958: ИА Акранес
- 1959: КР Рейкявик
- 1960: ИА Акранес
- 1961: КР Рейкявик
- 1962: Фрам Рейкявик
- 1963: КР Рейкявик
- 1964: Кеплавик
- 1965: КР Рейкявик
- 1966: Валур Рейкявик
- 1967: Валур Рейкявик
- 1968: КР Рейкявик
- 1969: Кеплавик
- 1970: ИА Акранес
- 1971: Кеплавик
- 1972: Фрам Рейкявик
- 1973: Кеплавик
- 1974: ИА Акранес
- 1975: ИА Акранес
- 1976: Валур Рейкявик
- 1977: ИА Акранес
- 1978: Валур Рейкявик
- 1979: ИБВ Вестманаея
- 1980: Валур Рейкявик
- 1981: Викингур (Рейкявик)
- 1982: Викингур (Рейкявик)
- 1983: ИА Акранес
- 1984: ИА Акранес
- 1985: Валур Рейкявик
- 1986: Фрам Рейкявик
- 1987: Валур Рейкявик
- 1988: Фрам Рейкявик
- 1989: КА Акурейри
- 1990: Фрам Рейкявик
- 1991: Викингур (Рейкявик)
- 1992: ИА Акранес
- 1993: ИА Акранес
- 1994: ИА Акранес
- 1995: ИА Акранес
- 1996: ИА Акранес
- 1997: ИБВ Вестманаея
- 1998: ИБВ Вестманаея
- 1999: КР Рейкявик
- 2000: КР Рейкявик
- 2001: ИА Акранес
- 2002: КР Рейкявик
- 2003: КР Рейкявик
- 2004: ФХ Хапнарфьордюр
- 2005: ФХ Хапнарфьордюр
- 2006: ФХ Хапнарфьордюр
- 2007: Валур Рейкявик
- 2008: ФХ Хапнарфьордюр
- 2009: ФХ Хапнарфьордюр
- 2010: Брейдаблик (Коупавогюр)
- 2011: КР Рейкявик
- 2012: ФХ Хапнарфьордюр
- 2013: КР Рейкявик
- 2014: Стярнан (Гардабайр)
- 2015: ФХ Хапнарфьордюр
- 2016: ФХ Хапнарфьордюр
- 2017: Валур Рейкявик
- 2018: Валур Рейкявик
- 2019: КР Рейкявик
- 2020: Валур Рейкявик
- 2021: Викингур (Рейкявик)

### Шампиони по брой титли
| Клуб                    | Шампион | Години |
| ----------------------- | ------- | --- |
| КР Рейкявик             | 27      | 1912, 1919, 1926, 1927, 1928, 1929, 1931, 1932, 1934, 1941 1948, 1949, 1950, 1952, 1955, 1959, 1961, 1963, 1965, 1968, 1999, 2000, 2002, 2003, 2011, 2013, 2019 |
| Валур (Рейкявик)        | 23      | 1930, 1933, 1935, 1936, 1937, 1938, 1940, 1942, 1943, 1944 1945, 1956, 1966, 1967, 1976, 1978, 1980, 1985, 1987, 2007, 2017, 2018, 2020                         |
| ИА Акранес              | 18      | 1951, 1953, 1954, 1957, 1958, 1960, 1970, 1974, 1975, 1977 1983, 1984, 1992, 1993, 1994, 1995, 1996, 2001                                                       |
| Фрам (Рейкявик)         | 18      | 1913, 1914, 1915, 1916, 1917, 1918, 1921, 1922, 1923, 1925 1939, 1946, 1947, 1962, 1972, 1986, 1988, 1990                                                       |
| ФХ Хапнарфьордюр        | 8       | 2004, 2005, 2006, 2008, 2009, 2012, 2015, 2016 |
| Викингур (Рейкявик)     | 7       | 1920, 1924, 1981, 1982, 1991, 2021, 2023 |
| Кеплавик                | 4       | 1964, 1969, 1971, 1973 |
| ИБВ Вестманаея          | 3       | 1979, 1997, 1998 |
| КА Акурейри             | 1       | 1989 |
| Брейдаблик (Коупавогюр) | 1       | 2010 |
| Стярнан (Гардабайр)     | 1       | 2014 |